# Acacia macrostachya
Acacia macrostachya é uma espécie de leguminosa do gênero Acacia, pertencente à família Fabaceae.